# Physics Analysis Workstation

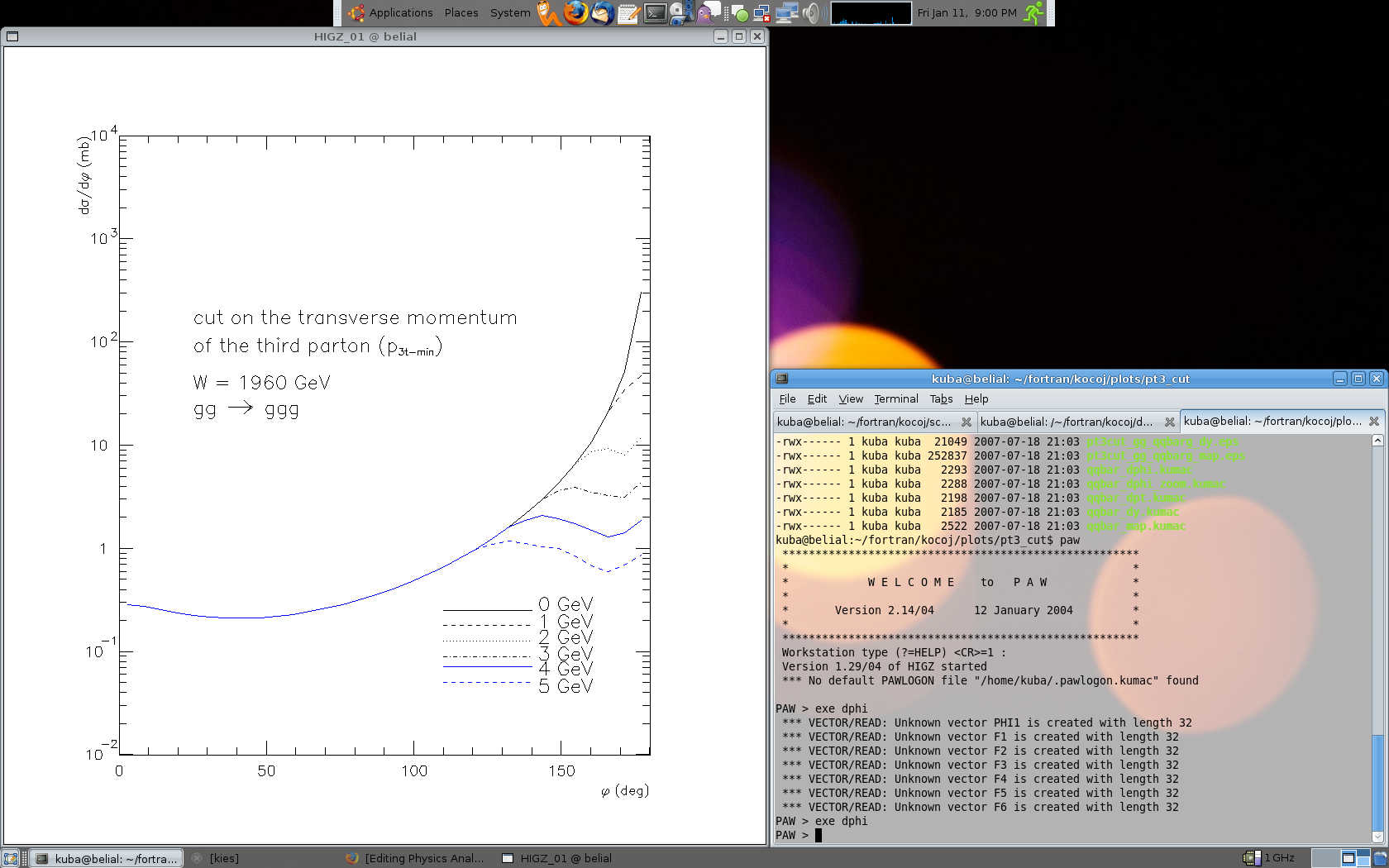
PAW – przykładowy wykres stworzony za pomocą tego narzędzia

Physics Analysis Workstation (w skrócie PAW) – interaktywne narzędzie do analizy danych. Wyposażone we własny język skryptowy, umożliwia przede wszystkim graficzną prezentację i analizę wyników. PAW znajduje szerokie zastosowanie w fizyce wysokich energii. Program został stworzony w CERN-ie, w 1986 roku. Opracowano go z myślą o przetwarzaniu dużych ilości informacji. PAW jest zbudowany w oparciu o bibliotekę CERNLIB, którą stanowi pokaźna kolekcja procedur napisanych w Fortranie.
PAW od kilkudziesięciu lat jest podstawowym narzędziem fizyków jądrowych i cząsteczkowych. Jednak w ostatnich latach jego popularność spadła na rzecz prostszych w obsłudze programów.

## Przykład skryptu
PAW do analizy danych i tworzenia wykresów dysponuje własnym językiem skryptowym. Poniżej przykładowy kod takiego skryptu:
```
*---------------------
* dane wejsciowe
*---------------------

vector/read X,Y plikw_we.dat

*--------------------------------
* tu zaczynamy rysunek eps
*--------------------------------

fort/file 55 gg_ggg_dsig_dphid_179181.eps
meta 55 -113

zone 1 1   ! ilosc wykresow na stronie (x y)

opt linx   ! skala liniowa
opt logy   ! skala logarytmiczna

* rysujemy pusty uklad wspolrzednych
* graph/hplot/null x_min x_max y_min y_max
graph/hplot/null 179.0 181.0 1e3 1e7

*------------------------------------
* umieszczamy wykres na ukladzie
*------------------------------------

set plci 1   ! kolor linii
set lwid 2   ! grubosc
set dmod 1   ! rodzaj (ciagla, przerywana)
graph 32 X Y l,s | l,s    ! 32 to ilosc wierszy z danymi WE

*-----------------
*tytul wykresu
*-----------------	

set txci 1
atitle '[f] (deg)' 'd[s]/d[f]! (mb)'

*------------------
* komentarze
*------------------

set txci 1
text 180.0 2e1 '[f]=179...181 deg' 0.12
*text 20.0 1.65e-1 'gg "5# ggg' 0.12

close 55
return

```